# Bucin (gmina Praid)
Bucin (węg. Bucsin) – wieś w Rumunii, w okręgu Harghita, w gminie Praid. W 2011 roku liczyła 4 mieszkańców.